# Rodrigo de Reinosa
Rodrigo de Reinosa fue en realidad el pseudónimo de Rodrigo de Linde (Reinosa, Cantabria; c. 1450 - c. 1530), un poeta español a caballo entre siglo XV y las primeras décadas del XVI, fundador de la lírica germanesca en lengua castellana.

## Biografía
Al parecer fue de humildes orígenes y nació en Reinosa a mediados del siglo XV. Dejó de escribir en 1524 y murió hacia 1530. Llevó una vida itinerante y tabernaria. Posiblemente estuvo un tiempo en Roma. Sus obras, muy populares, se editaron dispersamente en pliegos sueltos en Medina del Campo, Barcelona, Toledo, Burgos y Sevilla; debía tratarse de un juglar, trotamundos o viajahablante cuyo campo de actividad se extendió a todos los pueblos de la Península.

## Obra
El Cancionero de Rodrigo de Reinosa de coplas de Nuestra Señora (Barcelona, 1513) fue la primera obra que se imprimió con su nombre, pero se ha perdido. Por otra parte, existe un Cancionero de Nuestra Señora de impresión muy tardía (León, 1612) que, aunque se le ha atribuido, plantea dudas suplementarias porque fue refundido y modernizado en su lenguaje y ortografía. En su tiempo, sin embargo, sus piezas fueron tan populares por su letra y música que se conservan muchas en distintos cancioneros y se ha conservado una buena porción de ellos gracias al afán coleccionista de pliegos sueltos de Fernando Colón, el famoso bibliógrafo y bibliófilo hijo de Cristóbal Colón, fundador de la Biblioteca Colombina de Sevilla. Han subsistido cuarenta y nueve composiciones de extensión desigual y variado contenido, de las que trece son atribuidas.
Su obra ha sido estudiada principalmente por José María de Cossío, que le dedicó un volumen en la Antología de Escritores y Artistas Montañeses. Son célebres sus coplas satíricas por su tono misógino. Así, por ejemplo, las coplas "Amarga de mí, cuytada...", que versifican un pasaje del arcipreste de Talavera Alfonso Martínez de Toledo contra la locuacidad femenina, o las Coplas de las comadres, donde se reproduce un diálogo entre comadres murmuradoras y de sospechosa reputación que halla correlatos y paralelismos en La Celestina de Fernando de Rojas:
¿No conocéis la Emplumada?,
gran maestra de afeytes,
que faze mudas e aceites
y tiene la cara acuchillada,
y es muger amaestrada,
muy gran bruxa y hechizera,
alcahueta, encanadera,
con tales acompañada.
Demuestra ser un gran conocerdor de los barrios bajos de Sevilla y de Roma y con él comienza la lírica germanesca en español, por ejemplo en Razonamiento por coplas en que se contrahace la germanía y fieros de los rufianes y las mugeres del partido, diálogo entre el rufián Cortaviento y Catalina Torresaltas. Entre sus poemas se contienen algunos religiosos impregnados del conceptismo de la lírica cancioneril; también se le atribuyen poemas que imitan la canción popular y las de Juan del Encina. Predomina la estructura del zéjel y aparecen motivos típicos de la serranilla. En "Mía fe, bien te está acá" aparece la sátira de la Corte y la alabanza de la aldea. Tamnpoco faltan las parodias sacrílegas, como el Pater noster trobado y dirigido a las damas en el que cada estrofa se remata con unas palabras latinas de la oración de sentido tergiversado por el contexto. También compuso o refundió romances como el De una gentil dama y un rústico pastor, el que empieza "De Francia salió la niña...", de sentido misógino también. Se le atribuyen las Coplas de un ventero y un escudero, un canto al nuevo orden impuesto por los Reyes Católicos y a la creación de la Santa Hermandad, por lo cual podría haber sido escrito en 1476, ya que además se menciona como reciente la muerte del rey Enrique IV (1474). Fue el primero que utilizó el habla de los negros en la poesía. Tampoco faltan villancicos picantes como "Si te vas a bañar, Juanica..."
Lo más valioso de Reinosa es su indudable oído para reproducir dramáticamente los giros y expresiones del lenguaje de las capas bajas y marginales de la población: las comadres murmuradoras, las mozas de partido, los negros, las hechiceras, los rufianes y sus pupilas.

## Ediciones modernas
- Obra conocida de Rodrigo de Reinosa. Estudio y edición de Laura Puerto Moro. San Millán: Cilengua, 2010. ISBN 978-84-937360-7-1
- Rodrigo de Reinosa, Poesía de germanía. Edición de María Inés Chamorro Fernández. Madrid: Visor, 1988. ISBN 84-7774-907-8
- La poesía de Rodrígo de Reinosa. Estudio y edición de José M. Cabrales Arteaga. Santander: Institución Cultural de Cantabria, 1980. ISBN 84-85349-14-8